# Le Samyn 2020
La Le Samyn 2020, cinquantaduesima edizione della corsa, valevole come prova dell'UCI Europe Tour 2020 categoria 1.1, si è svolta il 3 marzo 2020 per un percorso di 201,9 km, con partenza da Quaregnon ed arrivo a Dour, in Belgio. La vittoria è stata appannaggio del francese Hugo Hofstetter, che ha completato il percorso in 4h42'02" alla media di 42,95 km/h, precedendo il belga Aimé De Gendt e l'olandese David Dekker.
Dei 169 ciclisti iscritti sono stati 168 a partire e 101 a completare la gara.

## Squadre partecipanti
| N.      | Cod. | Squadra                     |
| ------- | ---- | --------------------------- |
| 1-7     | DQT  | Deceuninck-Quick Step       |
| 11-17   | ALM  | AG2R La Mondiale            |
| 21-27   | ISN  | Israel Start-Up Nation      |
| 31-37   | LTS  | Lotto Soudal                |
| 41-47   | NTT  | NTT Pro Cycling Team        |
| 51-57   | TFS  | Trek-Segafredo              |
| 61-67   | AFC  | Alpecin-Fenix               |
| 71-77   | ARK  | Team Arkéa-Samsic           |
| 81-87   | CJR  | Caja Rural-Seguros RGA      |
| 91-97   | CWG  | Circus-Wanty Gobert         |
| 101-107 | WVA  | Bingoal-Wallonie Bruxelles  |
| 111-117 | RIW  | Riwal Readynez Cycling Team |
| 121-127 | SVB  | Sport Vlaanderen-Baloise    |

| N.      | Cod. | Squadra                   |
| ------- | ---- | ------------------------- |
| 131-137 | TDE  | Total Direct Énergie      |
| 141-147 | UXT  | Uno-X Norwegian Dev. Team |
| 151-157 | VCB  | B&B Hotels-Vital Concept  |
| 161-167 | AET  | Akros-Excelsior-Thömus    |
| 171-177 | DHB  | Canyon Dhb-Soreen         |
| 181-187 | CGF  | Continental Groupama-FDJ  |
| 191-197 | LPC  | Leopard Pro Cycling       |
| 201-207 | MET  | Metec-TKH-Mantel          |
| 211-217 | NRL  | Natura4Ever-RLM           |
| 221-227 | TIS  | Tarteletto-Isorex         |
| 231-237 | SEG  | SEG Racing Academy        |
| 241-247 | VIT  | Vitus Pro Cycling Team    |

## Ordine d'arrivo (Top 10)
| Pos. | Corridore         | Squadra    | Tempo    |
| ---- | ----------------- | ---------- | -------- |
| 1    | Hugo Hofstetter   | Israel     | 4h42'02" |
| 2    | Aimé De Gendt     | Circus     | s.t.     |
| 3    | David Dekker      | SEG        | s.t.     |
| 4    | Clément Venturini | AG2R       | s.t.     |
| 5    | Florian Sénéchal  | Deceuninck | s.t.     |
| 6    | Giacomo Nizzolo   | NTT        | s.t.     |
| 7    | Alex Kirsch       | Trek       | s.t.     |
| 8    | Gianni Vermeersch | Alpecin    | s.t.     |
| 9    | Tim Declercq      | Deceuninck | s.t.     |
| 10   | Dries Van Gestel  | Total      | s.t.     |